# 劳赫林根
劳赫林根（德語：Lauchringen）是德国巴登-符腾堡州的一个市镇。总面积12.76平方公里，总人口7541人，其中男性3690人，女性3851人（2011年12月31日），人口密度591人/平方公里。